# Astracantha granatensis
Astracantha granatensis là một loài thực vật có hoa trong họ Đậu. Loài này được (Lam.) Podlech miêu tả khoa học đầu tiên.